# DVD přehrávač

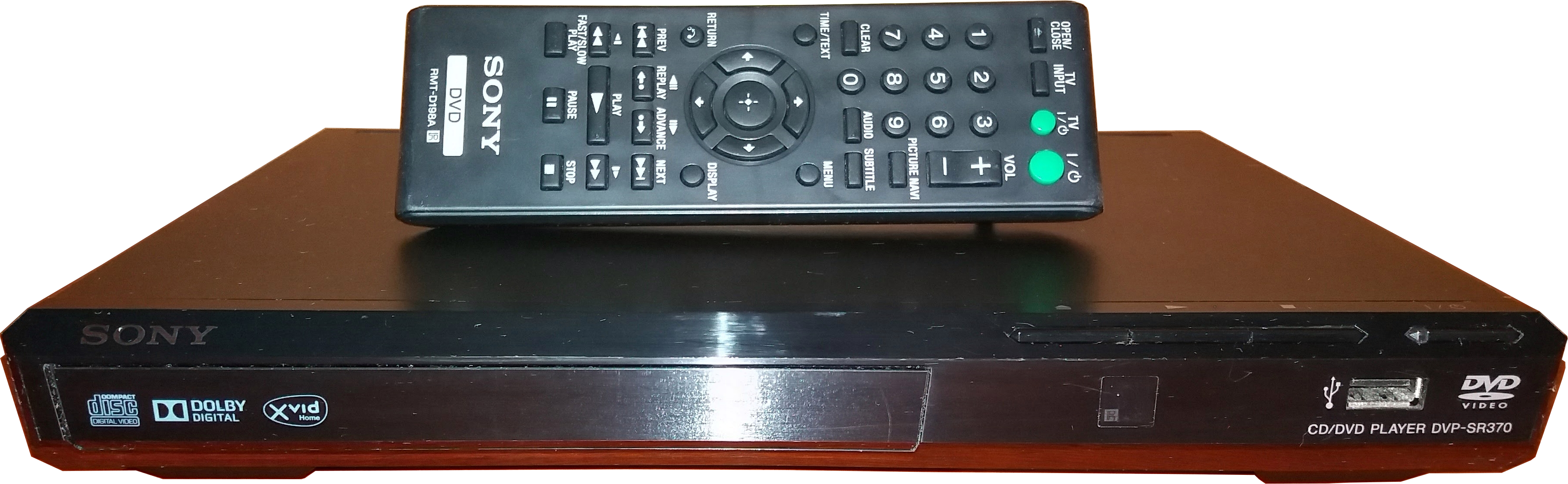
DVD přehrávač Sony DVP-SR370

DVD přehrávač je zařízení určené pro přehrávání disků ve standardech DVD Video a DVD Audio, což jsou dva odlišné a nekompatibilní standardy.

## Technické detaily
DVD přehrávač musí být schopen provést následující úkoly:
- přečíst DVD disk ve formátu ISO - UDF verze 1.2
- volitelně dekryptovať data CSS a / nebo Macrovision
- přečíst region disku a aplikovat případné uzamčení a zobrazit upozornění pokud přehrávat není autorizovaný pro přehrání DVD
- dekódovat MPEG-2 video proud s datovým tokem 10 Mbit/s nebo 8 Mbit/s
- dekódovat zvuk ve formátu MP2 , PCM nebo AC-3 formátu a přehrát ho přes stereo konektor, optický nebo elektronický digitální konektor
- zobrazit video signál, buď analogový ve formátu NTSC , PAL nebo SECAM na kompozitním výstupu nebo výstupu S-Video nebo SCART nebo konektorech component video ; nebo digitální signál na DVI nebo HDMI konektoru.

DVD přehrávač může být schopen provést i následující úkoly:
- přehrávání disků CD Audio (formát VAW)
- přehrávání disků CD-R a CD-RW s komprimovanými audio-soubory (formát MP3, WMA, AAC, ...)
- přehrávání disků CD-R a CD-RW s soubory obrázků (formát JPEG, ...)